# دائرة المعذر
دائرة المعذر هي إحدى دوائر ولاية باتنة الجزائرية.